# سوتا ناكازاوا
سوتا ناكازاوا (باليابانية: 中澤 聡太) (26 أكتوبر 1982 في ميتاكا في اليابان – )؛ هو لاعب كرة قدم ياباني سابق كان يلعب كمدافع.

## وصلات خارجية
- سوتا ناكازاوا على موقع الاتحاد الدولي (مؤرشف)  (الإنجليزية)
- سوتا ناكازاوا على موقع رابطة كرة القدم اليابانية للمحترفين (اليابانية)
- سوتا ناكازاوا على موقع قاعدة بيانات كرة القدم.إي يو (الإنجليزية)
- سوتا ناكازاوا على موقع Soccerway.com (الإنجليزية)
- سوتا ناكازاوا على موقع عالم كرة القدم.نت (الإنجليزية)
- سوتا ناكازاوا على موقع كووورة